# Oplorhiza parvula
Oplorhiza parvula is een hydroïdpoliep uit de familie Campanulinidae. De poliep komt uit het geslacht Oplorhiza. Oplorhiza parvula werd in 1877 voor het eerst wetenschappelijk beschreven door Allman. 